# Ghiacciaio Topside
Il ghiacciaio Topside è un ghiacciaio alpino lungo circa 0,9 km situato nella regione centro-occidentale della Dipendenza di Ross, in Antartide. Il ghiacciaio, il cui punto più alto si trova a circa 1400 m s.l.m., si trova in particolare nella parte settentrionale del versante orientale della dorsale Convoy, dove discende lungo il versante meridionale della cresta Elkhorn verso la valle Greenville.

## Storia
Il ghiacciaio Topside è stato mappato dai membri della spedizione Terra Nova, condotta dal 1910 al 1913 e comandata dal capitano Robert Falcon Scott, ma è stato così battezzato solo nel 1989-90 dai membri di una spedizione neozelandese condatta dal Programma Antartico della Nuova Zelanda in relazione alla sua posizione: in inglese, infatti, "Topside" significa "parte superiore".